# 刹那 (單曲)
《刹那》（日语：刹那）是GReeeeN的第10張單曲，於2009年3月11日由NAYUTAWAVE RECORDS發行。

## 歌曲
《刹那》是富士電視台週一晚間九點連續劇《Voice～來自亡者的聲音》的主題曲，為GReeeeN首次為月九劇提供歌曲。

## 音樂影片
《刹那》的音樂影片以特攝片的形式拍攝。故事中主角綠川正義（山下真司 飾）原本是跟邪惡集團對抗的英雄（Greenger），但在妻子被敵方首領（八名信夫 飾）所殺後，主角就失意引退，跟女兒（山下莉緒 飾）過着平穩的生活。然而，平穩的日子未能長久，他女兒長大後又被敵方挾持。因此主角決定出山。由於空白期太長，他咬緊牙關努力鍛鍊，然後去挑戰，最後成功救出女兒。

## 收錄曲目
| CD   | CD       | CD      | CD      |
| 曲序 | 曲目     |         | 作曲    |
| ---- | -------- | ------- | ------- |
| 1.   | 刹那     | GReeeeN | GReeeeN |
| 2.   | 雨後（） | GReeeeN | GReeeeN |

| DVD  | DVD                                 |
| 曲序 | 曲目                                |
| ---- | ----------------------------------- |
| 1.   | 刹那戰士 （音樂影片[電視未公開版]） |

## 外部連結
- UNIVERSAL MUSIC JAPAN （页面存档备份，存于）（日語）
- Youtube （页面存档备份，存于）（日語）（只限日本地區觀看）
- 原文歌詞（日語）